# Камара на депутатите на Бразилия
Камара на депутатите (на португалски: Câmara dos Deputados) се нарича долната камара на Националния конгрес на Бразилия. Камарата на депутатите се състои от 513 народни представители, наречени депутати, които се избират пряко за срок от 4 години.
Камарата на депутатите има важно място в законодателния процес на страната. Всеки член на камарата може да предлага проектозакони, които да бъдат одобрени от Камарата и да бъдат препратени за преразглеждане във Федералния сенат. На задължително гласуване в Камарата подлежат законодателните актове, предложени от президента, както и тези, които е предложил и приел Федералният сенат. Камарата на депутатите може да инициира и изменение на Конституцията на Бразилия. От изключителната компетентност на Камарата на депутатите на Националния конгрес на Бразилия е да:
- инициира, с две трети от гласовете на депутатите, процедура по производство срещу президента на Бразилия, вицепрезидента и министрите;
- изисква от президента на страната писмен доклад – отчет за състоянието на съюза, ако президентът не е представил такъв в срок от 60 дни след откриването на поредната сесия на Конгреса
- изработва вътрешни правила за работата си
- избира членове на Съвета на Републиката

Според чл. 80 от Конституцията след вицепрезидента на Републиката председателят на Камарата на Депутатите е вторият в линията на правориемственост на Президента на Бразилия.

## Избори за депутати
Изборите за членове на Камарата на депутатите в Бразилия се провеждат едновременно в цялата страна, веднъж на всеки четири години. Народните представители се избират по системата на пропорционалното представителство. Конституцията на Бразилия обаче предвижда, че всеки щат на Съюза трябва да бъде представен в Камарата на депутатите с не по-малко от 8 и не повече от 70 депутати, а федералните територии се представят с по 4-ма депутати. Тази система е създадена, за да не бъдат ощетени малките щати на страната. Това е причина избирателната квота за един депутат в различните щати на страната да е различна. Местата в Камарата на депутатите са разпределени пропорционално между отделните щати и Федералния окръг на базата на броя на населението им.

### Условия за избираемост на депутатите
В Конституцията на Бразилия се съдържат и основните изисквания, на които трябва да отговарят кандидат-депутатите. Всеки от тях трябва:
- да е бразилски гражданин по произход
- да е политически правоспособен
- да е регистриран като кандидат на изборите за депутати
- да е жител на избирателния район, за който се кандидатира
- да не заема други длъжности в обществения или частния сектор, както и във въоръжените сили на страната
- да е член на политическа партия
- да е издигнат за кандидат от политическа партия
- да е навършил 21 години

По определение на Върховния федерален съд на Бразилия депутатите не могат да променят политическата си принадлежност по време на своя мандат, което дотогава е било честа практика, нарушаваща зададеното от избирателите партийно разпределение на местата в камарата, което всъщност представлява и заобикаляне на избирателната воля.
От момента на избирането си депутатите се ползват с пълен съдебен имунитет срещу преследване по повод своите мнения, думи и начин на гласуване. За престъпления от общ характер член на камарата може да бъдат съден единствено от Върховния федерален съд на Бразилия, след разрешение на Камарата на депутатите, взето с мнозинство от останалите ѝ членове.

### Избори
- 2014: 55-а легислатура на Националния конгрес
- 2018: 56-а легислатура на Националния конгрес

## Федерално представителство
| Щат                        | Брой депутати | Процент от мандатите | Население (IBGE, 2010) | !Процент от населението (IBGE, 2010) | Квота (брой жители за 1 депутат)  |
| -------------------------- | ------------- | -------------------- | ---------------------- | ------------------------------------ | --------------------------------- |
| Сао Пауло                  | 70            | 13,6%                | 39 924 091             | 21,5%                                | 570 344                           |
| Минас Жерайс               | 53            | 10,3%                | 19 159 260             | 10,3%                                | 361 495                           |
| Рио де Жанейро             | 46            | 9%                   | 15 180 636             | 8,2%                                 | 330 014                           |
| Баия                       | 39            | 7,6%                 | 13 633 969             | 7,3%                                 | 349 589                           |
| Рио Гранди до Сул          | 31            | 6%                   | 10 576 758             | 5,7%                                 | 341 186                           |
| Парана                     | 30            | 5,8%                 | 10 226 737             | 5,5%                                 | 340 891                           |
| Пернамбуко                 | 25            | 4,9%                 | 8 541 250              | 4,6%                                 | 341 650                           |
| Сеара                      | 22            | 4,3%                 | 8 450 527              | 4,4%                                 | 371 822                           |
| Мараняо                    | 18            | 3,5%                 | 6 424 340              | 3,5%                                 | 356 908                           |
| Гояс                       | 17            | 3,3%                 | 5 849 105              | 3,1%                                 | 344 065                           |
| Пара                       | 17            | 3,3%                 | 7 443 904              | 4%                                   | 437 877                           |
| Санта Катарина             | 16            | 3,1%                 | 6 178 603              | 3,3%                                 | 386 163                           |
| Параиба                    | 12            | 2,3%                 | 3 753 633              | 2%                                   | 312 803                           |
| Еспирито Санто             | 10            | 1,9%                 | 3 392 775              | 1,8%                                 | 339 278                           |
| Пиауи                      | 10            | 1,9%                 | 3 086 448              | 1,7%                                 | 308 645                           |
| Алагоас                    | 9             | 1,7%                 | 3 093 994              | 1,7%                                 | 343 777                           |
| Акри                       | 8             | 1,6%                 | 707 125                | 0,4%                                 | 88 391                            |
| Амазонас                   | 8             | 1,6%                 | 3 350 773              | 1,8%                                 | 418 847                           |
| Амапа                      | 8             | 1,6%                 | 648 553                | 0,3%                                 | 81 069                            |
| Федерален окръг (Бразилия) | 8             | 1,6%                 | 2 469 489              | 1,3%                                 | 308 686                           |
| Мато Гросо до Сул          | 8             | 1,6%                 | 2 404 256              | 1,3%                                 | 300 532                           |
| Мато Гросо                 | 8             | 1,6%                 | 2 954 625              | 1,6%                                 | 369 328                           |
| Рио Гранди до Норти        | 8             | 1,6%                 | 3 121 451              | 1,7%                                 | 390 181                           |
| Рондония                   | 8             | 1,6%                 | 1 535 625              | 0,8%                                 | 191 953                           |
| Рорайма                    | 8             | 1,6%                 | 425 398                | 0,2%                                 | 53 175                            |
| Сержипи                    | 8             | 1,6%                 | 2 036 227              | 1,1%                                 | 254 528                           |
| Токантинс                  | 8             | 1,6%                 | 1 373 551              | 0,7%                                 | 171 694                           |
| Общо                       | 513           | 100%                 | 185 712 713            | 100%                                 | 362 013 (средно представителство) |